# ニールス・ボーア研究所
座標: 北緯55度41分48.29秒 東経12度34分16.80秒 / 北緯55.6967472度 東経12.5713333度

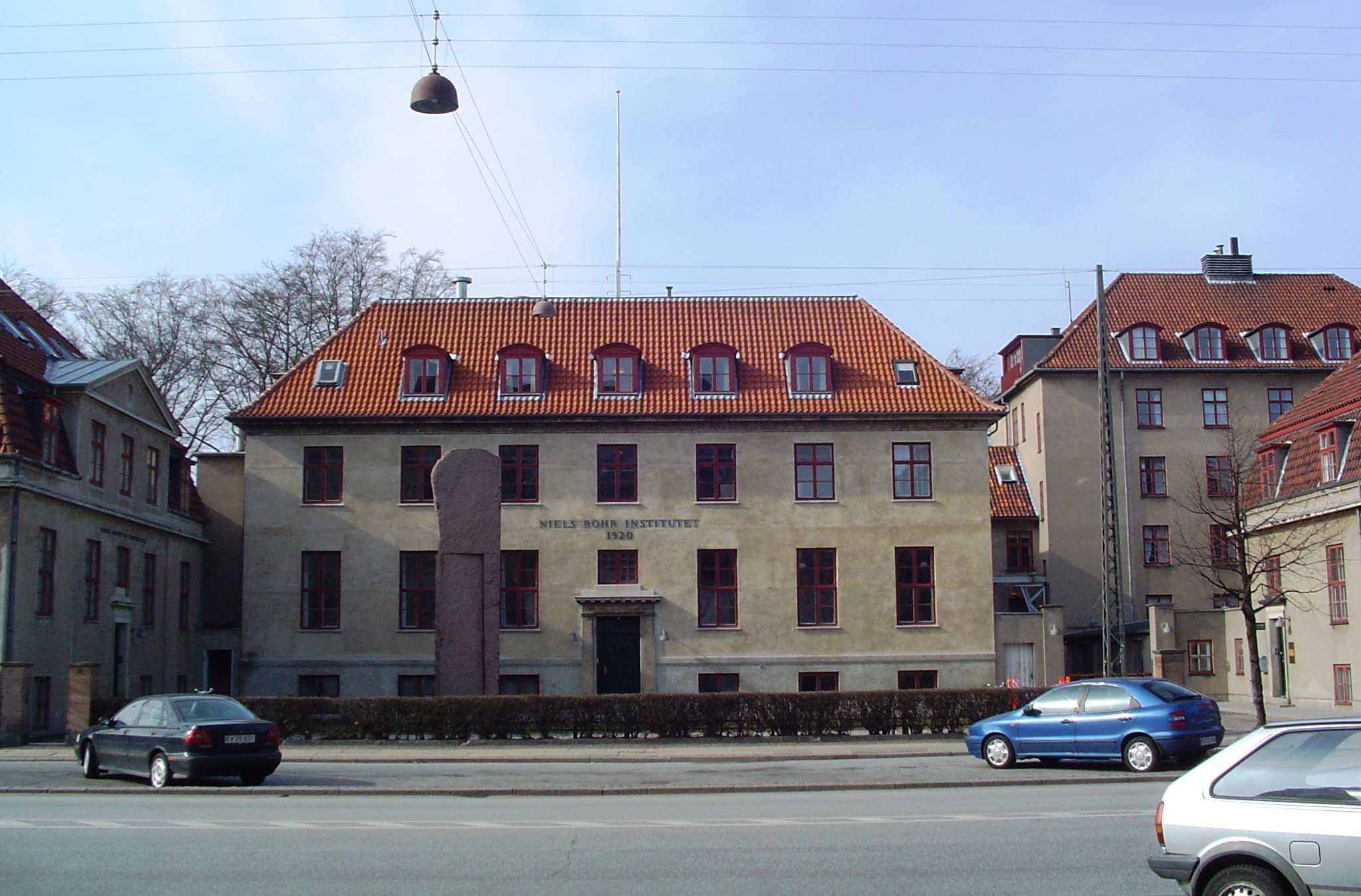
ニールス・ボーア研究所

ニールス・ボーア研究所（デンマーク語:Niels Bohr Institutet）は、コペンハーゲン大学の研究機関である。研究分野は、天文学、地球物理学、ナノテクノロジー、素粒子物理学、量子力学、生物物理学と広範囲に渡る。

## 歴史
この研究所は1921年に理論物理研究所として設立された。1914年にコペンハーゲン大学の教員となった理論物理学者ニールス・ボーアが、1916年の教授就任時より研究所開設の嘆願をしていた。設立資金の多くはカールスバーグ醸造所の慈善団体からのもので、後にロックフェラー財団による支援を受けるようになった。
1920年代、1930年代において、この研究所は原子物理学・量子物理学研究の中心地であった。ヨーロッパ中さらには世界の物理学者が新しい理論や発見についてボーアと相談するために研究所を訪問した。「コペンハーゲン解釈」はこの期間にこの研究所で行われた研究から名付けられたものである。
ニールス・ボーア生誕80周年の1965年10月7日に、正式に「ニールス・ボーア研究所」と改名された。1993年1月1日、同じ大学の天文観測所、エルステッド研究所、地球物理学研究所と合併したが、新しい研究所の名前はニールス・ボーア研究所のままとなった。

## ニールス・ボーア名誉メダル
2010年のニールス・ボーア生誕125周年を記念して、ニールス・ボーア研究所名誉メダル（英語: Niels Bohr Institute Medal of Honour）が設立された。この賞は「国際協力と知識の交流というニールス・ボーアの精神を引き継ぐ、特に優れた研究者」に毎年送られる賞である。
受賞者に贈られるメダルは、デンマークの彫刻家Rikke Rabenによって作られた。正面にはボーアの肖像と原子を表すマークと星が刻まれている。裏面に刻まれたイラストは、ボーアの次の言葉をイメージしたものである。「私たち人間が最終的に依存している物は何だろうか? 私たちは自分の言葉に依存している。私たちは言葉によって中断されている。私たちの使命は他の人に経験やアイデアを伝えることである。」裏面に刻まれた"Unity of Knowledge"（知識の統一）は1954年にコロンビア大学でボーアが行った講演の題名である。"Nosce te ipsum"はラテン語で「汝自身を知れ」という意味で、デルポイのアポロン神殿に刻まれた格言からの引用である。
受賞者：
- 2010年: レオ・カダノフ[4]
- 2011年: アンドレ・ガイム[5]
- 2012年: イグナシオ・シラク[3]
- 2013年: ファビオラ・ジャノッティ[6]
- 2014年: Jérôme Chappellaz（雪氷学者）[7]
- 2015年: ブライアン・P・シュミット（天体物理学者）[8]
- 2016年: ヘーラルト・トホーフト[9]
- 2017年: Jürgen Schukraft[10]
- 2019年: David R. Nelson[11]
- 2020年: ポール・スタインハート[12]
- 2021年: 葉軍（中国語版）（簡体:叶军）[注釈 1][13]